# Групова збагачувальна фабрика «Центроспілка»
Групова збагачувальна фабрика «Центроспі́лка» — введена в експлуатацію у 1959 році з проєктною виробничою потужністю 600 тис. тонн на рік з переробки антрациту однойменної шахти. Проєкт виконано інститутом «Південдіпрошахт». Технологія фабрики, за проєктом, передбачала сухий відсів класу 0—6 мм (товарний штиб); збагачення класу 6—100 мм у мийних жолобах з подальшим розсівом концентрату на сорти 6—13, 13—25 та 25—100 мм для відвантаження споживачам. У 1966 році для збагачення класу 25—100 мм впровадили важкосередовищний сепаратор, у 1971 році — відсаджувальну машину для збагачення класу 6—25 мм. Після спорудження ями привізного антрациту фабрика збільшила свою виробничу потужність до 1500 тис. тонн на рік. Згодом вдосконалили водно-шламове господарство з метою повнішого вловлювання шламу і зменшення його випуску в зовнішні відстійники.
Місцезнаходження: м. Довжанськ, Луганська обл., залізнична станція Довжанська; тал. (відомчий) 563-06 (комутатор).